# ۳۵ پیک رام
۳۵ پیک رام (به فرانسوی: 35 Rhums) نام فیلم درامی است که در سال ۲۰۰۸ به کارگردانی کلر دنی ساخته شد.
در این فیلم زندگی روزمره و رابطه‌های سادهٔ مردی به نام لیونل و دخترش، ژوزفین تصویر شده‌است. پدر و دختر همراه با دو دوست، دو همسایه (گابریل و نوئه)، از سر ناچاری در شبی بارانی به کافه‌ای پناه می‌برند و…